# تکنولوژی فشار قوی الکتریکی
تکنولوژی فشار قوی‌الکتریکی کتابی از محمد قلی محمدی و بیژن بهمنیان است که در سال ۱۳۶۳ منتشر و در مراسم کتاب سال جمهوری اسلامی ایران به‌عنوان کتاب برگزیده معرفی شد.